# Proctonemesia multicaudata
Proctonemesia multicaudata là một loài nhện trong họ Salticidae.
Loài này thuộc chi Proctonemesia. Proctonemesia multicaudata được Bauab & Ilka Maria Fernandes Soares miêu tả năm 1978.